# Trochulus coelomphala
Trochulus coelomphala is een slakkensoort uit de familie van de Hygromiidae. De wetenschappelijke naam van de soort is voor het eerst geldig gepubliceerd in 1888 door Locard.